# Pteris whitfordii
Pteris whitfordii är en kantbräkenväxtart som beskrevs av Edwin Bingham Copeland. Pteris whitfordii ingår i släktet Pteris och familjen Pteridaceae. Inga underarter finns listade.